# Étoile de Cristal/Beste ausländische Darstellerin
Étoile de Cristal: Beste ausländische Darstellerin
Gewinner des Darstellerpreises, der von 1955 bis 1975 die beste ausländische Schauspielerin in einer ausländischen Filmproduktion kürte, die in Frankreich während des Kalenderjahres veröffentlicht wurde. Das Regelwerk schützte davor, dass eine Aktrice mehr als einmal ausgezeichnet wurde. Der Étoile de Cristal gilt als Vorläufer des 1976 ins Leben gerufenen nationalen Filmpreises César, der darauf verzichtet, ausländische Darsteller in ausländischen Filmproduktionen zu prämieren.
| Jahr | Preisträger                 | Filmtitel                        | Deutscher Verleihtitel               |                          |
| 1955 | Leonora Ruffo               | I Vitelloni                      | Vitelloni (Die Müßiggänger)          |                          |
| 1956 | Rosaura Revueltas           | Salt of the Earth                | Das Salz der Erde                    |                          |
| 1957 | Alida Valli                 | Senso                            | Sehnsucht                            |                          |
| 1958 | Marilyn Monroe              | The Prince and the Showgirl      | Der Prinz und die Tänzerin           |                          |
| 1959 | Tatjana Samoilowa           | Летят журавли (Letjat schurawli) | Die Kraniche ziehen                  |                          |
| 1960 | Ewa Krzyżewska              | Popiól i diament                 | Asche und Diamant                    |                          |
| 1961 | Monica Vitti                | L'avventura                      | Die mit der Liebe spielen            |                          |
| 1962 | Lucyna Winnicka             | Matka Joanna od aniolów          | Mutter Johanna von den Engeln        |                          |
| 1963 | Romy Schneider              | Le procès                        | Der Prozeß                           |                          |
| 1964 | Ingrid Thulin               | Tystnaden                        | Das Schweigen                        |                          |
| 1965 | Stefania Sandrelli          | Sedotta e abbandonata            | Verführung auf italienisch           |                          |
| 1966 | Vivien Leigh                | Ship of Fools                    | Das Narrenschiff                     |                          |
| 1967 | Bibi Andersson              | Syskonbädd 1782                  | Syskonbädd 1782 (Geschwisterbett)    |                          |
| 1968 | Faye Dunaway                | Bonnie and Clyde                 | Bonnie und Clyde                     |                          |
| 1969 | Mia Farrow Elizabeth Taylor | Secret Ceremony                  | Die Frau aus dem Nichts              |                          |
| 1970 | Irma Rausch                 | Андрей Рублёв (Andrej Rubljow)   | Andrej Rubljow                       |                          |
| 1971 | Jane Fonda                  | They Shoot Horses, Don't They?   | Nur Pferden gibt man den Gnadenschuß |                          |
| 1972 | Glenda Jackson              | Sunday Bloody Sunday             | Sunday, Bloody Sunday                |                          |
| 1973 | Lea Massari (Gesamtwerk)    | Lea Massari (Gesamtwerk)         | Lea Massari (Gesamtwerk)             | Lea Massari (Gesamtwerk) |
| 1974 | Olimpia Carlisi             | Le milieu du monde               | Die Mitte der Welt                   |                          |
| 1975 | Carol Kane                  | Hester Street                    | Hester Street                        |                          |